# جاك أوينز (مغني)
جاك أوينز (بالإنجليزية: Jack Owens)‏ هو مغني وكاتب أغاني أمريكي، ولد في 17 نوفمبر 1904، وتوفي في 9 فبراير 1997.

## وصلات خارجية
- جاك أوينز على موقع IMDb (الإنجليزية)
- جاك أوينز على موقع ميوزك برينز (الإنجليزية)
- جاك أوينز على موقع أول ميوزيك (الإنجليزية)